# Ephormotris
Ephormotris là một chi bướm đêm thuộc họ Crambidae.